# Incruentum altaris sacrificium
Mit der apostolischen Konstitution oder Päpstlichen Bulle Incruentum altaris sacrificium (lateinisch „unblutiges Altaropfer“) vom 10. August 1915 verfügte Papst Benedikt XV., dass jeder Priester am Allerseelentag für die Verstorbenen dreimal das Messopfer darbringen darf und dass jeder Altar für diesen Tag mit dem Privileg zur Gewinnung eines vollkommenen Ablasses für die Verstorbenen ausgestattet ist.

## Vorgeschichte
Dieses Privileg hatten zuvor nur die Ordenspriester in Spanien und Portugal sowie später auch in den lateinamerikanischen Ländern. Diese Erlaubnis geht auf Papst Benedikt XIV. zurück, der sie im Jahre 1748 erteilt hatte.

## Bestimmungen
Mit der Anordnung von 1915 wurde diese Erlaubnis auf alle Priester der römisch-katholischen Kirche ausgedehnt. Im Übrigen bestätigte Benedikt XV. einige Dekrete seiner Vorgänger und legte die liturgischen Formen für die Feier dieser Messen fest. Er wies die damals zuständige Kongregation für die Disziplin der Sakramente und heiligen Riten an, diese Bestimmungen in einer apostolischen Konstitution zu veröffentlichen.
Diese päpstliche Anordnung ist im Missale Romanum berücksichtigt, denn dort heißt es: „Am Gedächtnistag aller verstorbenen Gläubigen (Allerseelen) können alle Priester drei Messen zelebrieren oder konzelebrieren, wenn die Messfeiern zu verschiedenen Zeiten stattfinden und beachtet wird, was bezüglich der Applikation der zweiten und dritten Messe festgelegt ist.“